# むつ市5億円強奪事件
むつ市5億円強奪事件（むつしごおくえんごうだつじけん）とは1985年（昭和60年）に発生した強奪事件。

## 概要
1985年（昭和60年）10月25日、常習詐欺グループの7人が青森県むつ市の自営業3人に架空の融資話を持ちかけて、水産加工センターに呼び出した後で3人を監禁。預金通帳と印鑑を奪い、金融口座から2000万円を引き出し、残りの4億8000万円のうち、1億円を東京都台東区、1億8000万円を東京都港区、2億円を神戸市の金融機関に振り込み、小切手などで引き出す事件が発生した。主犯は計画的に会社をでっち上げ、スリや窃盗や強盗などの犯罪のプロを集めた計画的犯行であった。

## 捜査
青森県警察はむつ警察署に捜査本部を設置、監禁場所から取引相手の水産会社社長が本事件を主導したと断定。その後、複数の偽名を他人の住民票や戸籍を利用しながら使い分けていることが分かり、後に主犯格と不動産取引をした関係者の情報提供より主犯格の本名を突き止めた。
1985年（昭和60年）10月28日、青森県警捜査本部は主犯格と共犯2人を強盗、逮捕監禁容疑で全国に指名手配した。また、事件前に主犯格が送金法を確認するために青森県の別の銀行から送金テストをしていたことが分かった。
1985年（昭和60年）10月29日、むつ警察署に共犯の2人（うち1人は指名手配）が出頭し、犯行を認めたため、青森県警捜査本部は強盗、逮捕監禁容疑で逮捕した。
1985年（昭和60年）10月30日、長野県警察更埴警察署（現・千曲警察署）に共犯の1人が出頭したため、強盗、逮捕監禁容疑で逮捕した。併せて共犯の2人を新たに指名手配した。さらに犯行グループは7人で構成されていることを突き止めた。
1985年（昭和60年）10月31日、愛知県警察中警察署に共犯の1人が出頭したため、強盗、逮捕監禁容疑で逮捕した。共犯の供述より、指名手配中の主犯格と共犯の2人が東北新幹線などを乗り継いで太平洋ルートを経由し、東京都内に潜伏している可能性が高いと見て捜査範囲を。
1985年（昭和60年）11月13日、山口県宇部市内の国鉄山陽線の寝台特急車両内に主犯格と共犯1人がいるのを山口県警察の捜査員が発見、強盗、逮捕監禁容疑で逮捕した。逮捕されて青森まで護送された主犯は、護送中にマスコミに対して饒舌に犯行を語った。
1985年（昭和60年）11月14日、最後まで逃走していた共犯1人を青森県内で発見、強盗、不法監禁容疑で逮捕した。
1985年（昭和60年）12月4日までに青森地検は犯行グループの7人全員を強盗、逮捕監禁罪などで起訴した。

## 裁判
主犯格の裁判
1986年（昭和61年）2月26日、青森地裁（栗原宏武裁判長）で初公判が開かれ、起訴事実を認めた。
1987年（昭和62年）3月4日、青森地裁（栗原宏武裁判長）で判決公判が開かれ「犯行は暴力的で、社会に与えた影響は大きい」として懲役11年の判決を言い渡した。
1987年（昭和62年）9月8日、仙台高裁（高山政一裁判長）は「計画的巧妙で一攫千金を企てた悪質な犯行」として一審・青森地裁の懲役11年の判決を支持、被告側の控訴を棄却した。
1987年（昭和62年）12月24日、最高裁第三小法廷は上告を棄却する決定をしたため、懲役11年の判決が確定した。
共犯の裁判
1986年（昭和61年）10月30日、青森地裁（栗原宏武裁判長）で共犯2人に対する判決公判が開かれ、2人に懲役3年（求刑：懲役5年）の実刑判決を言い渡した。
1986年（昭和61年）11月19日、青森地裁（栗原宏武裁判長）で共犯1人に対する判決公判が開かれ、懲役5年6月（求刑：懲役8年）の実刑判決を言い渡した。
1986年（昭和61年）12月4日、青森地裁（栗原宏武裁判長）で共犯2人に対する判決公判が開かれ、2人に懲役5年6月（求刑：懲役8年）の実刑判決を言い渡した。
1986年（昭和61年）12月10日、青森地裁（栗原宏武裁判長）で共犯1人に対する判決公判が開かれ、懲役7年（求刑：懲役10年）の実刑判決を言い渡した。

## 脱走事件
1987年（昭和62年）6月17日午後7時頃、本事件の共犯が服役先の山形刑務所内の農場から脱走する事件が発生した。共犯は懲役3年の判決が確定して昨年10月から青森刑務所で服役、4月から山形刑務所の農場に移管された。農場は出所間近の受刑者や模範囚が作業をする施設で、周囲に柵は設けられていなかった。その後、6月18日午後8時過ぎ、真室川町大滝の民家に姿を現したところを駆けつけた新庄警察署の署員に逃走容疑で逮捕された。逃走した理由について「農作業がいやで逃げた」と供述した。